# Släggkastning för herrar i friidrott vid olympiska sommarspelen 1984
Släggkastning för herrar vid olympiska sommarspelen 1984 i Los Angeles avgjordes 5-6 augusti. 

## Medaljörer
| Gren          | Guld                   | Guld    | Silver                         | Silver  | Brons                         | Brons   |
| Släggkastning | Juha Tiainen · Finland | 78,08 m | Karl-Hans Riehm · Västtyskland | 77,98 m | Klaus Ploghaus · Västtyskland | 76,68 m |

## Resultat

### Kval

#### Grupp A
| Placering | Totalt | Idrottare               | Försök | Försök | Försök | Längd   | Noteringar |
| Placering | Totalt | Idrottare               | 1      | 2      | 3      | Längd   | Noteringar |
| --------- | ------ | ----------------------- | ------ | ------ | ------ | ------- | ---------- |
| 1         | 2      | Klaus Ploghaus (FRG)    | 74.68  | —      | —      | 74.68 m |            |
| 2         | 4      | Christoph Sahner (FRG)  | 73.88  | —      | —      | 73.88 m |            |
| 3         | 8      | Juha Tiainen (FIN)      | 70.86  | 72.68  | —      | 72.68 m |            |
| 4         | —      | Giampaolo Urlando (ITA) | 72.42  | —      | —      | 72.42 m |            |
| 5         | 9      | Matthew Mileham (GBR)   | 71.80  | X      | X      | 71.80 m |            |
| 6         | 10     | Bill Green (USA)        | 71.38  | 70.96  | 70.80  | 71.38 m |            |
| 7         | 12     | Johann Lindner (AUT)    | 70.44  | 71.28  | X      | 71.28 m |            |
| 8         | 13     | Jud Logan (USA)         | 71.14  | X      | 71.18  | 71.18 m |            |
| 9         | 16     | Declan Hegarty (IRL)    | X      | 70.56  | X      | 70.56 m |            |
| 10        | 19     | Raúl Jimeno (ESP)       | 66.38  | 65.92  | 65.86  | 66.38 m |            |
| 11        | 21     | Conor McCullough (IRL)  | 62.12  | 65.56  | 65.12  | 65.56 m |            |

#### Grupp B
| Placering | Totalt | Idrottare                 | Försök | Försök | Försök | Längd   | Noteringar |
| Placering | Totalt | Idrottare                 | 1      | 2      | 3      | Längd   | Noteringar |
| --------- | ------ | ------------------------- | ------ | ------ | ------ | ------- | ---------- |
| 1         | 1      | Karl-Hans Riehm (FRG)     | 75.50  | —      | —      | 75.50 m |            |
| 2         | 3      | Orlando Bianchini (ITA)   | 74.02  | —      | —      | 74.02 m |            |
| 3         | 5      | Harri Huhtala (FIN)       | 73.78  | —      | —      | 73.78 m |            |
| 4         | 6      | Walter Ciofani (FRA)      | 68.80  | 73.10  | —      | 73.10 m |            |
| 5         | 7      | Robert Weir (GBR)         | 71.34  | 71.30  | 73.04  | 73.04 m |            |
| 6         | 8      | Martin Girvan (GBR)       | 72.66  | —      | —      | 72.66 m |            |
| 7         | 14     | Shigenobu Murofushi (JPN) | 70.92  | 70.24  | 70.74  | 70.92 m |            |
| 8         | 15     | Lucio Serrani (ITA)       | 69.72  | 70.64  | 69.64  | 70.64 m |            |
| 9         | 17     | Hakim Toumi (ALG)         | 67.68  | X      | 65.84  | 67.68 m |            |
| 10        | 18     | Ed Burke (USA)            | X      | 67.52  | X      | 67.52 m |            |
| 11        | 20     | Tore Johnsen (NOR)        | 65.16  | 63.24  | 65.72  | 65.72 m |            |
| —         | —      | Dominique Bechard (MRI)   | X      | X      | X      | NM      |            |

### Final
| Placering | Idrottare               | Försök | Försök | Försök | Försök | Försök | Försök | Längd   | Noteringar |
| Placering | Idrottare               | 1      | 2      | 3      | 4      | 5      | 6      | Längd   | Noteringar |
| --------- | ----------------------- | ------ | ------ | ------ | ------ | ------ | ------ | ------- | ---------- |
| 1         | Juha Tiainen (FIN)      | 70.56  | 72.64  | 78.08  | 74.54  | 75.26  | 75.82  | 78.08 m |            |
| 2         | Karl-Hans Riehm (FRG)   | 73.68  | 74.70  | 77.98  | X      | 76.46  | X      | 77.98 m |            |
| 3         | Klaus Ploghaus (FRG)    | 75.48  | 75.96  | 72.16  | 75.18  | X      | 76.68  | 76.68 m |            |
| 4         | Orlando Bianchini (ITA) | 72.18  | 72.12  | 74.40  | 73.42  | 75.94  | 73.78  | 75.94 m |            |
| 5         | Bill Green (USA)        | X      | 72.68  | 74.76  | 67.70  | 75.60  | 72.12  | 75.60 m |            |
| 6         | Harri Huhtala (FIN)     | 74.34  | 74.44  | 73.86  | 74.72  | 73.10  | 75.28  | 75.28 m |            |
| 7         | Walter Ciofani (FRA)    | X      | 71.86  | 73.46  | X      | 71.20  | 68.86  | 73.46 m |            |
|           |                         |        |        |        |        |        |        |         |            |
| 8         | Robert Weir (GBR)       | 71.16  | X      | 72.62  |        |        |        | 72.62 m |            |
| 9         | Martin Girvan (GBR)     | X      | 72.32  | 68.00  |        |        |        | 72.32 m |            |
| —         | Christoph Sahner (FRG)  | X      | X      | X      |        |        |        | NM      |            |
| —         | Matthew Mileham (GBR)   | X      | X      | X      |        |        |        | NM      |            |
| —         | Giampaolo Urlando (ITA) | 70.26  | 74.82  | X      | 73.14  | 75.96  | 75.64  | DSQ     |            |